# Siiddasjávri
Der Siiddasjávri (nordsamisch), Sijdasjávrre (lulesamisch) oder Sitasjaure (schwedisch) ist ein Süßwassersee an der Grenze zwischen Norwegen und Schweden. Nur 0,96 km² der 71,91 km² Gesamtfläche des Sees befinden sich in Norwegen. Der norwegische Teil gehört zur Kommune Narvik in der Provinz Nordland, der schwedische Teil zur Gemeinde Gällivare in der Provinz Norrbottens län. Der Name des Sees stammt aus dem Samischen. Das Grundwort jávri oder jávrre bedeutet ‚See‘. Das Bestimmungswort ist identisch mit dem Wort Siida (‚Siedlung‘).